# Hunningestenarna

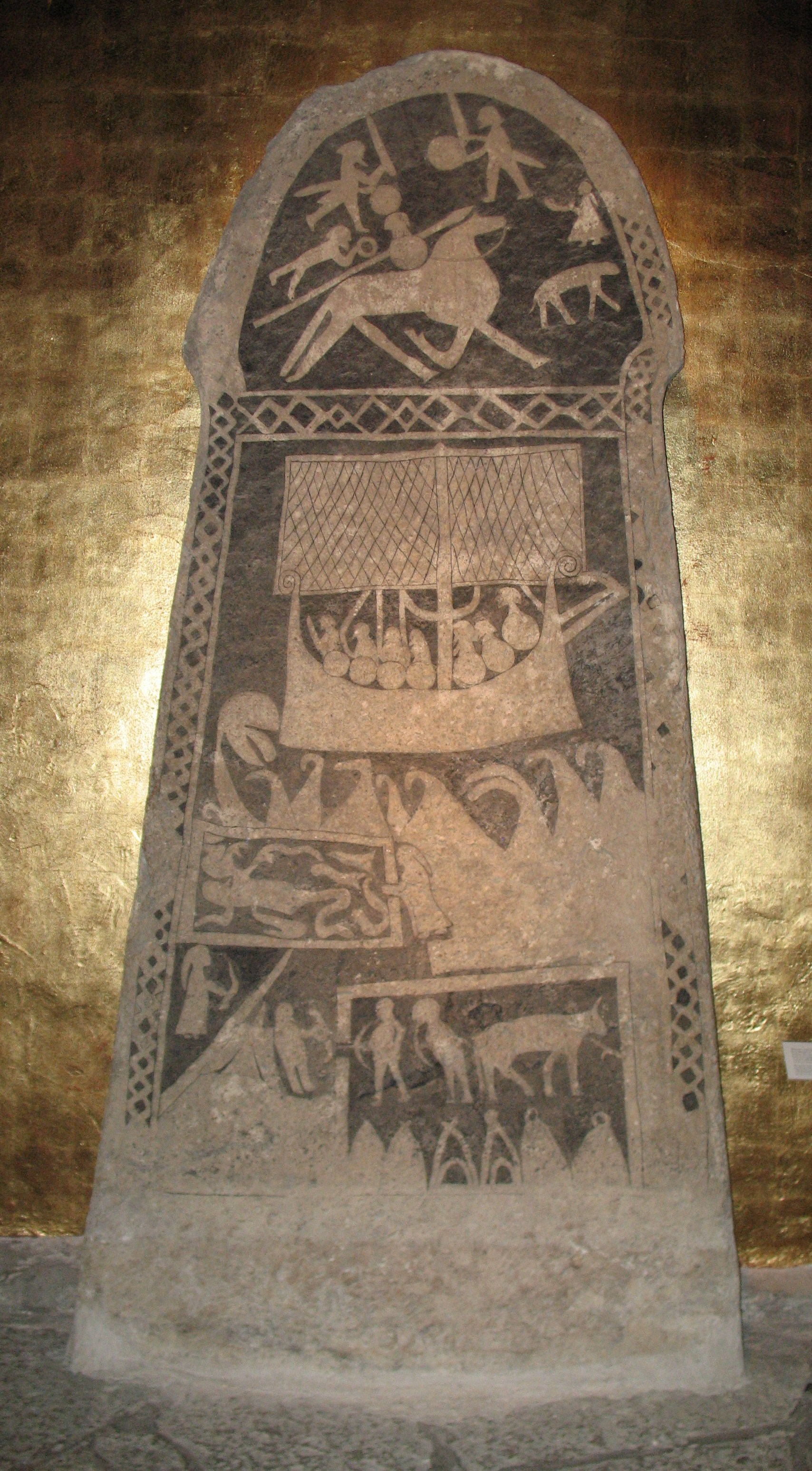
Den mest välbevarade och kändaste av Hunningestenarna, ibland kallad just Hunningestenen.

Hunningestenarna består av fyra bildstenar hittade vid gården Hunninge i Klinte socken på Gotland. Den bäst bevarade stenen, kallad Hunningestenen finns idag på Fornsalen som är en del av Gotlands Museum, vars logotyp även är baserad på en figur stenen. Två av stenarna, Hunningestenen och en annan med liknande form, hittades vid jordbruksarbeten 1860. Bildstenen fördes till en park i Klinte där den stod kvar till 1942 innan den kom till museet, medan den andra användes som bro över ett dike, vilket ledde till att alla bilder eller runor på den är utplånade. Den senare fördes därefter upp på Klinteberget där den står idag. En tredje sten hittades 1929. Den visar bland annat en falkenerare och ett långskepp. År 1930 hittades den fjärde, som bara är ett fragment. Den visar bland annat ett fartyg.

## Hunningestenen
Bilderna på Hunningestenen är uppdelade i två fält med ett flätat mönster runt. Det övre fältet visar en strids- och välkomstscen. En ryttare får ett dryckeshorn av en kvinna och omkring honom syns fler krigare till fots. 
I det undre fältet finns överst ett stort långskepp. Under detta finns en scen ur sagan om Sigurd Fafnesbane: Gunnar Gjukasons död i ormgropen. Längst ner finns ett hus eller en muromgärdad gård, med en bunden ko och två män som försvarar huset eller gården med pil och båge.